# ある崖上の感情
『ある崖上の感情』（あるがけうえのかんじょう）は、梶井基次郎の短編小説。4章から成る。瞰下景の窓を覗くことに興味を持つ2人の青年の対話と心境を綴った物語。崖上から眼下に見える家々の窓の中で展開される生活情景と、見る自分と見られる自分という二重人格（自己分離）のテーマを融合した実験的な心理小説である。人間世界の営みの哀歓を見つめ、「もののあはれ」の感慨を超えた「ある意力のある無常感」という厳粛な感情を抱くまでを描いている。同人誌活動をしている新人作家界隈で基次郎の存在感が高まり始めた頃の作品である。

## 発表経過
1928年（昭和3年）7月1日発行の同人雑誌『文藝都市』7月号に掲載された。その後、基次郎の死の前年の1931年（昭和6年）5月15日に武蔵野書院より刊行の作品集『檸檬』に収録された。同書にはほかに17編の短編が収録されている。
翻訳版は、Stephen Dodd訳による英語（英題：Certain Feelings on a Cliff Top）で行われている。

## あらすじ
山の手の或るカフェーの常連客の青年2人（生島、石田）が、お互いになんとなく顔見知りとなり、ある蒸し暑い夏の夜に一緒に飲み交わすようになった。ビールでかなり酔っていた生島は、社会に住みつく根のない浮草のような自分が、独り崖上に立ち家々の窓を見つめることを自身の運命だと言い出し、窓の眺めというもの自体が元来そんな思いにさせる要素があるんじゃないかと、石田に訊ねた。
聞き手の石田は、その考えを解からなくもないとしながらも生島とは逆に、窓の中の人間を見ていると、その人達が「はかない運命を持ってこの浮世に生きている」と感じると答えた。生島は大いにそれに同調して感心すると、人の窓を見るのが好きな自分自身も窓から誰かに見られたい気持があることを語り始めた。
生島の住む部屋は崖の下にあり、生島は時々崖上の路を通る人が自分と同じように瞰下景を見ていないかを確認することがあった。自分が他人のベッドシーンを覗き見たいという気持があることを石田に告白した生島は、崖上からそれを探すため瞰下景を見ている時に、誰かが背後に忍び寄って来る恐怖の気配を感じつつも、それに勝る或る魅惑的な状態になることを説明した。
それは、実際にベッドシーンを目にするかどうかより、その光景を待ち望みながら空想している恍惚状態が実は全てであるということで、生島は話し終わると、「空の空なる恍惚万歳だ。この愉快な人生にプロジッドしよう」と、石田のグラスに乾杯の合図をした。生島はさっそく石田を崖上へ誘ったが、石田は曖昧に笑うだけなので、その崖路への地図を書いて渡しておいた。
生島は、間借りしている家の寡婦とお互いに何の愛情もない身体だけの関係を持っていた。そんな倦怠的で空想の満足のない性交に嫌悪感を覚えつつも、大学を卒業しても就職口のない生島はその下宿を出るわけにもいかず、無気力な日々を送っていた。生島は自分と寡婦が寝床を共にしている醜い現実を窓に晒し、崖上から誰かに覗かれることによって陶酔の刺激を感じるだろうと思っていた。
ある晩、石田は散歩の足を延ばして、生島から教えられた坂の多い町の崖上の路にやって来た。石田は旅情のようなものをかすかに感じながら瞰下景に見える庶民の窓の中の情景を眺めた。運動シャツ姿でミシンを踏んでいる洗濯屋らしき男や、レシーバーを耳に当ててラジオを聴いている男などが見えた。長屋の窓々では、ぼんやり手すりにもたれている男の隣の部屋の壁際に仏壇が見え、それぞれの部屋を区切る壁が果敢なく悲しいものに思えた。
石田はふと、故郷の田舎で見た商人宿の窓で、朝の出立前の50歳くらいの男と4歳くらいの男児が向かい合って侘しく朝餉を食べていた光景を思い出し、その落ちぶれた風情の親と、幼心に「諦めなければならない運命」を知っているような子供の様子に涙を催しそうになった過去の情景を反芻した。それは石田が、人間がみな果敢ない運命を背負って浮世に生きているように感じたきっかけだった。
生島は、下宿部屋の窓から崖上の路を見つめ、カフェーで話し込んだ青年（石田）らしき人影が今晩も来ていることを確認した。生島は、「あれは俺の空想が立たせた人影だ。俺と同じ欲望で崖の上へ立つようになった俺の二重人格だ」とつぶやき、その光景の状況に暗い魅惑を感じながら、「戦慄と恍惚」を期待していた。
石田はある晩、何度か通った崖上から洋風家屋の産婦人科の窓を眺めていた。その窓の一つに、数人の人々が寝台を囲んでじっと立っている光景があった。そして、他の家々に目を転じると、カフェーで会った青年（生島）の話から密かに待望していたベッドシーンの窓を発見し、突然鼓動を覚えた。
しかし、再び先ほど病院の窓に目を移すと、人々の振舞いから寝台の者が死んだことが解かり、石田は強い衝撃を受けた。そして、また例の男女の窓を見た時にはもう元のような興奮の感情は起きず、そうした人間の営みの喜びや悲しみを超絶した「ある厳粛な感情」を感じた。それは以前の石田が漠然と持っていた「もののあはれ」の気持を超えた「ある意力のある無常感」であった。
ふと石田は、古代ギリシャ人が死者の石棺の表に、淫らな戯れをする人や、牧羊神が牝羊と交合している姿を彫りつけた習慣の風情を思った。そして今見た窓々の光景に思いを馳せ、「彼等は知らない。病院の窓の人びとは、崖下の窓を。崖下の窓の人びとは、病院の窓を。そして崖の上にこんな感情のあること」と呟く。

## 登場人物
生島
山の手の町のカフェーに通っている青年。同じ常連客の石田と親しく言葉を交わすようになる。以前、友人に手相を見てもらい、「君の手にはソロモンの十字架がある」、「放浪、家をなさないという質に生れついている」と言われて傷ついたことがある。大学を卒業したが就職先が見つからずに無為の生活をしている。山の手の崖下の家に間借りし、その家主の「小母さん」（寡婦）と愛情のない肉体関係を続けている。そんな彼女との倦怠的な関係に自己嫌悪を感じ、自分の顔貌に何か嫌な相が現れ、誰かに自分の陥っている地獄が気づかれそうな不安を抱いている。
石田
生島の話に穏やかな表情で耳を傾けるが、ジャズが大嫌いで、店の蓄音機で流れる「キャラバン」のレコードを止めさせる。ヨーロッパに行った日本人旅行者がウィーンの宿から見た夜景で、とある窓にベッドに横たわる裸体の男女の姿を見つけたという小説の一場面の話をする。生島から崖上の路へ誘われ、そこへの略地図を渡される。生島と同じく山の手に住んでいるが、崖の付近の町の風景は初めて見る。
百合
カフェーのウェイトレス。断髪で薄い夏服の洋装だがフレッシュなところが無く、むしろ「南京鼠の匂いがしそうな汚いエキゾティズム」が漂う娘。そのカフェーは付近に多く住む下等な西洋人がよくやって来て、そんな店の雰囲気を象徴しているような娘。外人客が来ると生き生きと大仰な表情に変化し、媚びを売る時にわざと使うカタコトの日本語の喋り方には変な魅力を出る。
カフェーの外人客
ポーリンとシマノフという名前の西洋人2人。生島と石田が飲んでいる時に店にやって来て、隣のテーブルに座る。彼らは生島らには一瞥もなく、お互い見交わすわけでもなく、ずっと百合の方に向って笑顔を作っている。
小母さん
生島の下宿の家主。40歳を過ぎた寡婦（未亡人）。夫と死別し子供も無く、どこか諦めた静けさがある。生島と肉体関係を持った後も変らぬ態度で、冷淡かつ親切で接し、特別な男女の愛情も起こさずに平気でいる。

## 作品背景
※梶井基次郎の作品や随筆・書簡内からの文章の引用は〈　〉にしています（論者や評者の論文からの引用部との区別のため）。

### 捨て身の短い再上京
梶井基次郎は、約1年半の伊豆湯ヶ島での転地療養でも結核が好転することはなかった。卒業も完全に諦め東京帝国大学文学部英文科の授業料も滞納していたため、1928年（昭和3年）3月に除籍となったが、仮に卒業したとしても病身では就職の当てもなかった。実家からの送金も途絶え、常宿「湯川屋」の宿泊代も滞っていた基次郎は湯ヶ島を離れることを決め、宿を5月10日前後に引き払い、東京市麻布区飯倉片町32番地（現・港区麻布台3丁目4番21号）の堀口庄之助方の下宿に戻って来た。
留守中に部屋を貸していた北川冬彦と同居していた伊藤整（東京商科大学生）と初対面した基次郎は、伊藤が故郷北海道の父親の急病により帰省するまでの短期間親しく交流し、英訳で読んだボードレールの『硝子売りの話』の魅力や、まだ発表していない自作『櫻の樹の下には』について話し聞かせた（詳細は櫻の樹の下には#帰京後を参照）。病人や文学青年にありがちな陰鬱さがなく幼児のように屈託ない基次郎にたちまち惹かれた伊藤は、基次郎の絶望感と明るさが融合したような生き方に興味を持った。
しかし明るい振舞いだったが、この頃の基次郎は自身の命が人より短く限られたものであることを感じ、睡眠薬を多く飲んでも寝られない状態であった。上京前の4月やその直後の5月には、湯ヶ島で執筆した『筧の話』『器楽的幻覚』『冬の蠅』などを各種の同人誌に発表し、いくらかその界隈で名前が知られるようになってはいたが、まだ原稿料を稼げるような職業作家への道は拓けておらず、進む病状の中での〈どうせ夏までしかゐられない〉という捨て身の上京であった。
上京直後、基次郎の身体を心配していた広津和郎から日本橋の漢方医を勧められ注射を打ちに通ったが予後不明と診断されていた。あまり〈口碑的な伝説的〉民間療法を信じていない基次郎だったが、広津の好意を断わることもできず、高額な注射代を全額負担してくれる親切な広津に感謝すると同時に、そんな不甲斐ない状況の自身に〈みじめになつて〉しまう心持でもあった。
また、基次郎は東京で新たな刺激を受け、深川の貧民街での実社会の見聞を作品に取り入れたい気持もあったが、結核の身では居住は望めず、しばらくは高い下宿代の飯倉片町にいるしかなかった。『ある崖上の感情』で描かれる瞰下景は、この飯倉片町の坂の多い町の地域の風景が元になっている。
やがて基次郎は下宿の食事代も払えなくなり、7月に『ある崖上の感情』を発表した後は、漢方医に言われた南向きの部屋を広津和郎や友人らに探してもらうが適当な所が見つからず、再び湯ヶ島の「湯川屋」に連絡をとるが断られたため、東京府東多摩郡和田堀町堀ノ内（現・杉並区堀ノ内）の中谷孝雄の借家に身を寄せることになった。しかし基次郎の病状は日に日に悪くなり、最後の短い再上京生活に終止符が打たれ、9月に大阪市に帰郷することになった（詳細はのんきな患者#大阪帰郷を参照）。

### 未完の構想
『ある崖上の感情』の発表から遡ること2年前の1926年（大正15年）8月、『ある心の風景』を発表した後の基次郎の元に、大手出版社・新潮社の雑誌『新潮』の編集者・楢崎勤から10月新人特集号への執筆依頼が来て喜ぶが、結局は最終締切日の9月15日にも間に合わず文壇への足がかりのチャンスを辛くも逃してしまったことがあった（詳細はKの昇天#執筆前の焦燥と打開を参照）。
その『新潮』からの執筆依頼を受けた8月中旬、基次郎は軍の簡閲点呼のために16日の朝に東京駅を発って、夜に大阪市住吉区阿倍野町（現・阿倍野区王子町）の実家に着いた。翌日の点呼の後もしばらく実家に滞在し、電車の運転手を主人公にした作品の構想を練っていた。
それは、帰省の際に大阪駅から阿倍野に向かう城東線から見た左右の家々や、東京の市電からいつも目にしていた家々の窓の内部に対する想像力を元にした、瞰下景や性をテーマにした作品の構想であった。
なお、その前年の1925年（大正14年）5月19日の日記では、当時住んでいた荏原郡目黒町字中目黒859番地（現・目黒区目黒3丁目4番2号）の八十川方の下宿地域に触れ、〈阪の上より眺めし町、の美観、いつか書かんと思ふ〉とメモし、10月に発表した『路上』では、線路沿いから見える家々の内部の光景に惹かれると記していた。
しかし、この窓の内部のテーマを完成作に仕上げることに難航し、引き延ばしてもらった『新潮』の締切日にも間に合わずにそのままになってしまった。このとき基次郎の中には、主人公を3人の人物にすれば書けるという思いがあった。
また、1927年（昭和2年）のノートには、高台の街に移り住んだ主人公・宇津木留太郎が夜に崖上に立つ場面を描いた断片草稿があり、〈眼の下には屋根と窓ばかりの町々が横たはつてゐた〉、〈闇のなかのところどころには明け放した窓が眺められる〉、〈ある崖の上、その崖はある高台の町〉、〈ある崖の上から見ました〉という記述もある。
なお、こうした高台から眺める風景への興味は、基次郎が少年時代（9歳頃）に暮らした東京市芝区二本榎西町3番地（現・港区高輪2丁目6番地）の高台の借家から泉岳寺を見下ろす風景を見ていたことから始まったものとみられている（詳細は梶井基次郎#父の転勤――東京～鳥羽を参照）。

### 素材のヒント

#### ボードレール
窓の中の情景というテーマは、基次郎が愛読していたボードレールの『パリの憂鬱』の中の「窓」や「エピローグ」からの影響も看取される。
「窓」には、真昼の現実より「硝子窓の向こう側で起こっている事柄」や、「生が息づき、生が夢み、生が悶えている」ということへの関心が詠われており、「屋根屋根の波の打ち寄せる彼方に」貧しい婦人の物語を空想し、「僕以外の人たちの中に、僕が生きそして苦しむことに満足」するという詩の内容となっている。
「エピローグ」では、冒頭で「心充ち足りて、僕は登った、山の上に、ここより、都は一望隈なく眺められる。病院も、娼家も、煉獄、地獄、懲役場も」という一節がある。
そして『ある崖上の感情』で、窓の中の情景を想像する恍惚について、〈空の空なる恍惚万歳〉と言うところにも、ボードレール的なものの影響が指摘されている。

#### 川端康成の貸別荘での出来事
覗き見ということに関連するものとして、基次郎が川端康成から覗き魔と勘違いされるということもあった。それは『ある崖上の感情』発表から約半年前の1928年（昭和3年）1月3日、湯ヶ島に遊びに来た小西善次郎（北野中学時代の梶井の同級生で、川端の親戚）と一緒に、川端の住む熱海の貸別荘に出向いて5日間ほど滞在した時の出来事であった。
その滞在中のある夜、1階の川端夫妻の部屋に泥棒が侵入した。まだ寝床の中で眠ってなかった川端は隣の部屋から物音がした時から異変に気づき、2階の基次郎が降りて来たのだろうかなと思っていた。そしていよいよ泥棒が夫婦の寝室の襖を静かに開けると、川端は基次郎が覗き見に来たと考え、「梶井君は奇怪な事をする」と息をひそめていた。
しかし、川端が暗闇の中でその人物をよく見ると前掛けをした商店小僧だと分かり、鴨居に吊るしてある川端のインパネスのポケットから財布を盗んでいた。そして小僧が枕元の方に来ようとした時に、大きな瞳をぱっちり開いていた寝床の川端と目が合い、ぎょっとしながら「だめですか」と言って、すばやく部屋から出て逃げて行った。
川端はすぐに飛び起きて玄関まで追ったが間に合わず、秀子夫人も異変で目が覚め、加勢を求め2階にいる基次郎を呼ぶが、泥棒が侵入したと知った基次郎は怖くてなかなか階下に下りられなかった。そのため、後で秀子夫人から「梶井さんは臆病ね」と言われ、川端とは、泥棒の「だめですか」の捨て台詞を巡って「実に意味深長の名句なのだらう」と笑い合った。
その後基次郎は湯ヶ島に訪ねて来る友人らにこの一件を笑い話として披露したが、自分が川端から一瞬でも覗き魔と疑われたことが何となく〈たまらなく〉感じた。
そして、この覗きをしている〈「想像的僕」なるもの〉が、『ある崖上の感情』の作中で、崖上から人の性行為を覗き見る〈俺の二重人格〉のヒントになって生かされることになった。

#### その他
- 作中で〈石田〉が小説で読んだこととして、或る日本人旅行者がウィーンで宿泊したホテルの窓から深夜に見た光景の話をする場面については、その日本の小説が島崎藤村の短編小説『赤い窓』からの着想か[2]、あるいは基次郎が当時読んだ雑誌に載っていた挿話を取り入れたものであるとされている[5]。
- 産婦人科病院の窓の中の情景は、外村茂から聞いた話が元になっているとされ、外村が1925年（大正14年）夏から移り住んでいた千葉県東葛飾郡市川町（現・市川市）で京成電鉄から見たものだという[4]。
- 下宿の小母さん（寡婦）との倦怠的な関係には、基次郎が第三高等学校時代に下宿していた京都市上京区寺町荒神口下ル松蔭町（京都御所の東）の梶川方で感じた、狭い家の中での下宿人の自分と家主の女の微妙な物憂げな空気がヒントになっていることが看取される[4]。
この紅殻格子の古びた家には、72歳の老婆と30歳の独身女教師（小学校の教諭）の親子（伯母と姪の関係とも）が住んでいて、あまり顔立ちのよくない女教師は老婆とお互いの悪口や他人の悪口、学校関係の会話をし、〈わたしの権利や〉と角々しい粗野な調子だったが、基次郎に接する時はやけに若やいで親切であった[35][36]。彼女は基次郎が読んでいる本に興味を示し、社会主義や男女の損得を議論することもあった[35][36]。
基次郎は三十路を過ぎても独身を通している女に興味を持ちつつ、向うも自分に対して似たような興味を抱いているのを察知したため、〈時々二人が色欲地獄に陥ちてゆく姿〉を想い描いてみたりした[35][36]。この挿話は、習作「貧しい生活より」（1924年）で描かれている[35][36][37]。
この下宿によく遊びに通った中谷孝雄は、基次郎から直に聞いていたこの挿話が創作ではないと察知し、実際に2人が男女関係にならなかったのは、女教師の容姿や立ち振る舞いが粗雑だったのと（彼女が小便をする音が2階まで聞こえてくることを基次郎が顔をしかめて話した）、基次郎が女性に対して敬虔だったからだと語っている[36]。

### 同人『文藝都市』
基次郎は1927年（昭和2年）6月の第28号をもって終刊となった同人誌『青空』の後、元同人の阿部知二と古澤安二郎らが紀伊國屋書店から翌1928年（昭和3年）2月に創刊した同人誌『文藝都市』に参加し、3月号に『蒼穹』を寄稿していた（詳細は青空 (雑誌)#終刊後を参照）。
さらに同誌から寄稿を依頼されていた基次郎は、2年前の『新潮』からの執筆依頼で未発酵だった構想や、正月の川端康成の貸別荘での覗きの濡れ衣体験からの二重人格のヒント、過去の経験から得た高台イメージなどを総合し、5月に『ある崖上の感情』を書き上げた。
『ある崖上の感情』が7月号に発表された後、紀伊國屋書店の2階で開かれた同人の月例合評会（今日出海、舟橋聖一、蔵原伸二郎、浅見淵、崎山猷逸、織田正信、井伏鱒二が出席）に基次郎も呼ばれて参加した。『ある崖上の感情』を読んで感銘していた新入りの井伏鱒二はこの席で初めて噂の人物・基次郎を見て、「どつしりとした体格で、ごつい感じの風貌」の印象を受けた。
今日出海と蔵原伸二郎も、片隅で目を光らせて座る基次郎の姿を初めて目にし、文士らしからぬ厳めしい顔に驚きつつ、たくましい骨格と怪異な風貌で弱々しい呼吸をしている基次郎に注目した。進行役と議長を兼ねた舟橋聖一の音頭で、各人の掲載作の合評は行なわれた。
合評会が終わり、紀伊國屋書店の店先に出た織田正信は、基次郎が友人から金を借りている姿を見かけた。その光景は貸している友人の方が「これでいいのか」と惨めな顔つきで、借金をする基次郎の方が堂々としていて、あたかも煙草を1本もらうかのように紙幣を掴むと、基次郎は肩を張って夜の新宿の町に消えて行った。しかしその後ろ姿に、どこかみすぼらしさのようなものも織田は感じた。
この頃、基次郎は昼間でも発熱し、左肺には二銭銅貨の大きさの穴があいていた。この時期に新宿の通りで基次郎と偶然行き会って同行した蔵原伸二郎は、生汗を滲ませ青白い顔をしている基次郎を心配し無理をしないように助言すると、「いや無理をしてゐるんではないんですが、寝てゐたつて同じなんです」と基次郎は返事をした。蔵原はその言葉の「一寸絶望的」、「ニヒリスティックな響」に、痛みに似た悲しみに打たれると同時に、「そこから梶井さんの芸術が生れるのだ」と感銘した。

## 作品評価・研究
※梶井基次郎の作品や随筆・書簡内からの文章の引用は〈　〉にしています（論者や評者の論文からの引用部との区別のため）。
『ある崖上の感情』は、『冬の日』から『冬の蠅』までの作品に散見される絶望的で苛烈なニュアンスから比べると、俯瞰的な穏やかな心境で見ていく姿勢に変化しているため、その後の作品に繋がる新たな一つの転機が見られるものとして位置づけられている。また元『青空』同人以外の井伏鱒二や舟橋聖一などからも注目され、その界隈での存在感が強まった作品でもある。
井伏鱒二は風の噂で、「梶井基次郎といふ素敵なやつがゐる」という話を聞き、その後『文藝都市』の同人となった際に、そこに掲載された基次郎の『ある崖上の感情』を初めて読んで、「なるほど梶井は噂にたがはぬやつに違ひない」と確信するほどこの作品に感銘している。その時に同人の崎山猷逸も、「夜霧のことなんか書いてなくつても、夜霧が書けてゐるんだ」と喩えて高評していた。
そして、その号の『文藝都市』の同人合評会の意見の中で、「生活が書けていない」「イデオロギイの洗礼を受けてない」などという否定的な評もあったが、浅見淵が、「無論それは梶井君の作品の醍醐味を認めた上での慾だらう」と執りなしたという。ちなみに、それらの批評を聞いていた基次郎の様子について井伏は、「梶井君はむつとしてゐるやうに見え、あるひは超然としてゐるやうにも見え、ほんの一言、何かちよつと発言した」と振り返っている。
舟橋聖一も、作中の〈空の空なる恍惚万歳〉を引用しながら激賞し、淀野隆三は、「抑制された瑞々しいエロティシズムを感じさせる作品」だと好評している。
井上良雄は、他人のベッドシーンを実際に見ることよりも、〈心を集めてそこを見てゐる〉状態に恍惚となる生島が、何の刺激もない己の性交に、その陶酔感を加えるため崖上に二重人格の空想の自身を立たせ、その二重人格に己のベッドシーンを見させるというメカニズム（「自己喪失の状態」「自我の世界とが一如になつた状態」）を作ることについて考察し、「事実梶井氏にとつては、見ること――己れを放棄して対象の中に更生すること、これ丈が唯一つの生き生きした生き方であつて、これ以外の生き方は、ただ〈見ること〉に還元されてはじめて光彩を放つことが出来るのだ」と解説している。
小林秀雄は、「『ある崖上の感情』で生と死の感情が果敢に結びつけられて表現されてゐる様に、梶井氏の暗鬱は明朗から直接に流れ出たものである」と評し、エピローグの〈ある意力ある無常感〉という言葉にも着目している。
柏倉康夫は、エピローグで石田が達した〈ある意力ある無常感〉を、『冬の蠅』の最後で主人公が感じた「人間を超えたある力」と同質だとしながらも、その同じ「到達点」が異なる立ち位置から示されているとして、その意味を考察している。

## 派生作品・オマージュ作品
- 朽助のいる谷間（井伏鱒二、1929年）[4]。

## おもな収録刊行本

### 単行本
- 『檸檬』（武蔵野書院、1931年5月15日） 
  - 題字：梶井基次郎。四六判。厚紙装。機械函。総271頁
  - 収録作品：「檸檬」「城のある町にて」「泥濘」「路上」「過去」「雪後」「ある心の風景」「Kの昇天―或はKの溺死」「冬の日」「櫻の樹の下には」「器楽的幻覚」「筧の話」「蒼穹」「冬の蠅」「ある崖上の感情」「愛撫」「闇の絵巻」「交尾」
- 『檸檬 梶井基次郎創作集』（武蔵野書院・稲光堂書店、1933年12月1日） 
  - 四六判。ボール紙函。総271頁
  - 収録作品：「檸檬」「城のある町にて」「泥濘」「路上」「過去」「雪後」「ある心の風景」「Kの昇天」「冬の日」「櫻の樹の下には」「器楽的幻覚」「筧の話」「蒼穹」「冬の蝿」「ある崖上の感情」「愛撫」「闇の絵巻」「交尾」
- 『城のある町にて』〈創元選書33〉（創元社、1939年11月29日） 
  - 編集・あとがき：三好達治。四六判。薄紙装。紙カバー。総304頁
  - 収録作品：「檸檬」「城のある町にて」「泥濘」「路上」「過去」「雪後」「ある心の風景」「Kの昇天」「冬の日」「櫻の樹の下には」「器楽的幻覚」「蒼穹」「筧の話」「冬の蝿」「ある崖上の感情」「愛撫」「闇の絵巻」「交尾」「のんきな患者」
- 『檸檬』（十字屋書店、1940年12月20日）
  - 四六判。厚紙装。紙カバー。総271頁
  - 収録作品：「檸檬」「城のある町にて」「泥濘」「路上」「過去」「雪後」「ある心の風景」「Kの昇天」「冬の日」「櫻の樹の下には」「器楽的幻覚」「筧の話」「蒼穹」「冬の蝿」「ある崖上の感情」「愛撫」「闇の絵巻」「交尾」
- 『梶井基次郎集』（新潮文庫、1950年11月25日。改版1967年12月10日、2003年10月30日）ISBN 978-4101096018
  - カバー装幀：船坂芳助。A6判。仮製本。紙カバー
  - 解説：淀野隆三
  - 収録作品：「檸檬」「城のある町にて」「泥濘」「路上」「橡の花」「過古」「雪後」「ある心の風景」「Kの昇天」「冬の日」「桜の樹の下には」「器楽的幻覚」「蒼穹」「筧の話」「冬の蝿」「ある崖上の感情」「愛撫」「闇の絵巻」「交尾」「のんきな患者」
  - ※1967年12月の改版より『檸檬』と改題。
- 『檸檬・冬の日 他九篇』（岩波文庫、1954年4月25日。改版1985年6月）ISBN 978-4003108710
  - 装幀：精興社。A6判。仮製本。紙カバー
  - 解説：佐々木基一。淀野隆三「本書の校訂について」。略年譜。
  - 収録作品：「檸檬」「城のある町にて」「ある心の風景」「冬の日」「筧の話」「冬の蝿」「闇の絵巻」「交尾」「のんきな患者」「瀬山の話」「温泉」
- 『檸檬・ある心の風景 他二十篇』（旺文社文庫、1972年12月10日） ISBN 978-4010611241
  - 挿絵：石岡瑛子。A6判。仮製本。カバー
  - 解説：石川弘。付録：坂上弘「季節感について」。平林英子「思い出は遙かに」
  - 収録作品：「檸檬」「城のある町にて」「泥濘」「路上」「過古」「雪後」「ある心の風景」「Kの昇天」「冬の日」「蒼穹」「筧の話」「冬の蝿」「ある崖上の感情」「櫻の樹の下には」「愛撫」「闇の絵巻」「交尾」「のんきな患者」「闇の書」「海」「温泉」
- 復刻版『檸檬』（日本近代文学館、1974年9月20日）
  - ※ 精選名著複刻全集シリーズ。収録作品は初版と同じ。
- 『ザ・基次郎――梶井基次郎全作品全一冊』（第三書館、1985年10月15日） ISBN 978-4807485109
  - 菊判。仮装本
  - 収録作品：
    - 〔小説〕：「檸檬」「城のある町にて」「泥濘」「路上」「橡の花」「過古」「雪後」「ある心の風景」「Kの昇天」「冬の日」「桜の樹の下には」「器楽的幻覚」「蒼穹」「筧の話」「冬の蝿」「ある崖上の感情」「愛撫」「闇の絵巻」「交尾」「のんきな患者」
    - 〔遺稿・習作〕：「母親」「奎吉」「矛盾の樣な真実」「『檸檬』を挿話とする断片」「夕凪橋の狸」「太郎と街」「瀬山の話」「犬を売る露店」「雪の日」「家」「栗鼠は籠にはいつてゐる」「闇への書」「闇の書」「雲」「奇妙な手品師」「猫」「琴を持つた乞食と舞踏人形」「海」「籔熊亭」「温泉」「貧しい生活より」「不幸」「卑怯者」「大蒜」「鼠」「カッフェー・ラーヴェン」「瀬戸内海の夜」「汽車」「凧」「河岸」「攀じ登る男」「薬」「交尾」「詩」「彷徨」「帰宅前後」「小さき良心」「裸像を盗む男」
    - 〔批評・感想〕：「青空同人印象記」「川端康成第四短篇集「心中」を主題とせるヴァリエイション」「六号記」「『新潮』十月新人号小説評」「『青空語』への感想」「『亞』の回想」「『戦旗』『文藝戦線』七月号創作評」「『青空』のことなど」「詩集『戦争』」「『親近』と『拒絶』」
    - 〔日記、書簡〕：日記、書簡
- 英文版『The youth of things : life and death in the age of Kajii Motojirō』（University of Hawaii Pres、2014年2月） ISBN 978-0824838409
  - 翻訳：Stephen Dodd
  - 収録作品：檸檬（Lemon）、泥濘（Mire）、路上（On the Road）、過古（The past）、雪後（After the Snow）、ある心の風景（Landscapes of the Heart）、Kの昇天（The Ascension of K, or K's Drowning）、冬の日（Winter Days）、櫻の樹の下には（Under the Cherry Trees）、器楽的幻覚（Instrumental Illusions）、筧の話（The Story of the Bamboo Pipe）、蒼穹（Blue Sky）、冬の蝿（Winter Flies）、ある崖上の感情（Certain Feelings on a Cliff Top）、愛撫（Caress）、闇の絵巻（Scroll of Darkness）、交尾（Mating）、のんきな患者（The Carefree Patient）

### 全集
- 『梶井基次郎全集上巻』（六蜂書房、1934年3月24日） - 限定500部
  - 装幀：清水蓼作。染色者：梅原勝次郎。菊判変型厚・紙装。紙函。口絵写真：梶井基次郎（大正13年3月）、梶井基次郎筆蹟「温泉」原稿
  - 付録：淀野隆三・中谷孝雄「編集者の詞」
  - 収録作品：「母親」「奎吉」「矛盾の樣な真実」「『檸檬』を挿話とする断片」「夕凪橋の狸」「太郎と街」「瀬山の話」「犬を売る露店」「檸檬」「城のある町にて」「泥濘」「路上」「雪の日」「橡の花」「家」「過去」「雪後」「ある心の風景」「Kの昇天―或はKの溺死」「冬の日」「栗鼠は籠にはいつてゐる」「櫻の樹の下には」「器楽的幻覚」「闇への書」「蒼穹」「筧の話」「雲」「冬の蝿」「奇妙な手品師」「ある崖上の感情」「猫」「愛撫」「闇の絵巻」「琴を持つた乞食と舞踏人形」「海」「交尾」「籔熊亭」「のんきな患者」「温泉」
- 『梶井基次郎全集全1巻』（ちくま文庫、1986年8月26日）ISBN 978-4480020727
  - 装幀：安野光雅。A6判。仮製本。紙カバー
  - 解説：高橋英夫「存在の一元性を凝視する」。宇野千代「あの梶井基次郎の笑ひ声」
  - 収録作品：「檸檬」「城のある町にて」「泥濘」「路上」「椽の花」「過古」「雪後」「ある心の風景」「Kの昇天」「冬の日」「蒼穹」「筧の話」「器楽的幻覚」「冬の蝿」「ある崖上の感情」「桜の樹の下には」「愛撫」「闇の絵巻」「交尾」「のんきな患者」「詩二つ」「小さき良心」「不幸」「卑怯者」「大蒜」「彷徨」「裸像を盗む男」「鼠」「カッフェー・ラーヴェン」「母親」「奎吉」「矛盾の様な真実」「瀬戸内海の夜」「帰宅前後」「太郎と街」「瀬山の話」「夕凪橋の狸」「貧しい生活より」「犬を売る露店」「冬の日」「汽車 その他」「凧」「河岸 一幕」「攀じ登る男 一幕」「栗鼠は篭にはいっている」「闇の書」「夕焼雲」「奇妙な手品師」「猫」「琴を持った乞食と舞踏人形」「海」「薬」「交尾」「雲」「籔熊亭」「温泉」
- 『梶井基次郎 1901-1932』〈ちくま日本文学全集024〉（ちくま文庫、1992年1月20日）  
  - 装幀：安野光雅。A6判。仮製本。紙カバー
  - 解説：群ようこ「五感の刺激」
  - 収録作品：「檸檬」「鼠」「栗鼠は籠にはいっている」「器楽的幻覚」「愛撫」「桜の樹の下には」「闇の絵巻」「交尾」「Kの昇天」「ある崖上の感情」「母親」「奎吉」「大蒜」「夕凪橋の狸」「城のある町にて」「泥濘」「路上」「橡の花」「過古」「雪後」「ある心の風景」「冬の日」「温泉抄」「蒼穹」「筧の話」「冬の蠅」「のんきな患者」「手紙より」
- 『梶井基次郎全集第1巻 作品・草稿』（筑摩書房、1999年11月） ISBN 978-4480704115
  - 装幀：中山銀士。題簽：梶井基次郎。A5変型判。函入
  - 収録作品：
    - 〔小説〕：「檸檬」「城のある町にて」「泥濘」「路上」「過古」「雪後」「ある心の風景」「Kの昇天」「冬の日」「桜の樹の下には」「器楽的幻覚」「筧の話」「蒼穹」「冬の蝿」「ある崖上の感情」「愛撫」「闇の絵巻」「交尾」「のんきな患者」
    - 〔批評・感想〕：「『新潮』十月新人号小説評」「『亞』の回想」「淺見淵君に就いて」「『戦旗』『文藝戦線』七月号創作評」「『青空』のことなど」「詩集『戦争』」「『親近』と『拒絶』」「講演会 其他」「編集後記（大正15年3月号）」「編集後記（大正15年4月号）」「青空同人印象記」「編集後記（大正15年9月号）」「『青空語』に寄せて」「編集後記（昭和2年1月号）」
    - 〔遺稿・習作・感想〕：「奎吉」「矛盾の樣な真実」「太郎と街」「橡の花――或る私信」「川端康成第四短篇集「心中」を主題とせるヴアリエイシヨン」
    - 〔作文、詩歌・戯曲草稿、断片〕：「秋の曙」「秘やかな楽しみ」「秋の日の下」「愛する少女達」「河岸（一幕）」「永劫回歸」「攀じ登る男（一幕）」「凱歌（一幕）」
    - 〔小説草稿、断片群、草稿〕：「小さき良心」「喧嘩」「鼠」「裸像を盗む男」「不幸」「帰宅前後」「卑怯者」「彷徨」「彷徨の一部発展」「大蒜―水滸伝」「母親」「矛盾の様な真実」「奎吉」「カッフェー・ラーヴェン」「瀬戸内海の夜」
- 『梶井基次郎』〈ちくま日本文学028〉（ちくま文庫、2008年11月10日） ISBN 978-4480425287
  - 装幀：安野光雅。A6判。仮製本。紙カバー
  - 解説：群ようこ「五感の刺激」
  - 収録作品：「檸檬」「鼠」「栗鼠は籠にはいっている」「器楽的幻覚」「愛撫」「桜の樹の下には」「闇の絵巻」「交尾」「Kの昇天」「ある崖上の感情」「母親」「奎吉」「大蒜」「夕凪橋の狸」「城のある町にて」「泥濘」「路上」「橡の花」「過古」「雪後」「ある心の風景」「冬の日」「温泉抄」「蒼穹」「筧の話」「冬の蠅」「のんきな患者」「手紙より」
  - ※1992年1月の〈ちくま日本文学全集024〉と同内容。

### アンソロジー
- 『南麻布物語』（史輝出版、1994年10月3日）
  - カバーデザイン：毛利正人。B6判。厚紙装。カバー
  - 編集：野嶋克己
  - 解説：野嶋克己「木々の花が咲きほこる町」「大都会の中の静かな町」。付録：「まえがき」「エピローグ」
  - 収録作品：朝倉勇「詩集『麻布仙台坂の日曜日』より3篇（アイスクリーム、八花、桜の空間）、山口正介「麻布プリンスホテル」、草刈順「麻布幻想歩行」、川本三郎「“秘密の花園”・麻布」、山口洋子「仙台坂」、梶井基次郎「ある崖上の感情」、陣内秀信「都市のなかの周遊」、朝倉勇「広尾から麻布あたり」「詩集『麻布仙台坂の日曜日』より3篇（彼の家、ほか2篇）